# (16478) 1990 QS6
A (16478) 1990 QS6 a Naprendszer kisbolygóövében található aszteroida. Eric Walter Elst fedezte fel 1990. augusztus 20-án.